# Yowlys Bonne
Yowlys Bonne Rodríguez (Guantánamo, 1983. november 2. –) kubai szabadfogású birkózó. A 2018-as birkózó-világbajnokságon aranyérmet nyert 61 kg-os súlycsoportban, szabadfogásban, melyet megnyert. Kétszeres bronzérmes birkózó világbajnokságokon 61 kg-os súlycsoportban, a Pánamerikai Játékokon 2015-ben aranyérmes volt 57 kg-os súlycsoportban, 2011-ben 60 kg-os súlycsoportban bronzérmet szerzett. A Pánamerikai Bajnokságon szabadfogásban egy arany és két ezüstérem birtokosa.

## Sportpályafutása
A 2018-as birkózó-világbajnokságon a 61 kg-osok döntője során az orosz Gadzsimurad Rasidov volt ellenfele, akit 6–5-re  megvert.